# Gauliga Pommern 1943/44
Die Gauliga Pommern 1943/44 (offiziell Gauklasse Pommern 1943/44) war die elfte Spielzeit der Gauliga Pommern des Deutschen Fußball-Bundes. Die Gauliga Pommern wurde erneut in zwei Gruppen aufgeteilt. Die jeweiligen Gruppensieger spielten in Finalspielen die Gaumeisterschaft aus. Die Gaumeisterschaft sicherte sich zum ersten Mal der HSV Groß Born im Finale gegen den LSV Pütnitz und qualifizierte sich dadurch für die deutsche Fußballmeisterschaft 1943/44. Bei dieser erreichte Groß Born nach Siegen über den LSV Rerik, den VfB Königsberg, sowie Hertha BSC das Halbfinale. Dies war der größte Erfolg einer Mannschaft aus der Gauliga Pommern bei den deutschen Fußballmeisterschaften. Das Halbfinale gegen den LSV Hamburg ging knapp mit 2:3 verloren, auf eine Teilnahme am Spiel um Platz 3 gegen den 1. FC Nürnberg verzichtete Groß Born.

## Abschnitt Ost

### Kreuztabelle
| 1943/44             | HSV Groß Born | SV Viktoria Kolberg | SV Viktoria Stolp | SV Germania Stolp |      | SV Preußen Köslin |
| ------------------- | ------------- | ------------------- | ----------------- | ----------------- | ---- | ----------------- |
| HSV Groß Born       |               | 5:0                 | +0:0 a            | +0:0 b            | 13:0 | +0:0 c            |
| SV Viktoria Kolberg | 1:8           |                     | 1:3               | 6:0               | 4:1  | 5:0               |
| SV Viktoria Stolp   | 0:16          | 1:3                 |                   | 2:2               | 1:1  | 7:3               |
| SV Germania Stolp   | 0:12          | 0:6                 | 2:2               |                   | 1:4  | 2:2               |
| LSV Stolpmünde      | 0:12          | 2:3                 | 0:1               | 2:6               |      | 5:2               |
| SV Preußen Köslin   | 1:12          | 2:5                 | +0:0 d            | 1:1               | 3:3  |                   |

### Abschlusstabelle
| Pl. | Verein                | Sp. | S  | U | N | Tore    | Quote | Punkte |
| --- | --------------------- | --- | -- | - | - | ------- | ----- | ------ |
| 1.  | HSV Groß Born         | 10  | 10 | 0 | 0 | 078:200 | 39,00 | 20:0   |
| 2.  | SV Viktoria Kolberg   | 10  | 7  | 0 | 3 | 034:220 | 1,55  | 14:60  |
| 3.  | SV Viktoria Stolp     | 10  | 3  | 3 | 4 | 017:280 | 0,61  | 09:11  |
| 4.  | SV Germania Stolp     | 10  | 1  | 4 | 5 | 014:370 | 0,38  | 06:14  |
| 5.  | LSV Stolpmünde (N)    | 10  | 2  | 2 | 6 | 018:460 | 0,39  | 06:14  |
| 6.  | SV Preußen Köslin (N) | 10  | 1  | 3 | 6 | 014:400 | 0,35  | 05:15  |

| (N) | Aufsteiger aus den 1. Klassen |

## Abschnitt West

### Kreuztabelle
| 1943/44                          |        | LSV Stettin | WKG Marine-Flakschule Swinemünde |     | Stettiner SC |        |
| -------------------------------- | ------ | ----------- | -------------------------------- | --- | ------------ | ------ |
| LSV Pütnitz                      |        |             | 9:0                              | 7:0 | 9:1          | 6:0    |
| LSV Stettin                      | 2:5    |             | 5:0                              | 4:0 | 3:0          | 7:2    |
| WKG Marine-Flakschule Swinemünde | 0:0+ e | 5:4         |                                  | 3:1 | +0:0 f       | +0:0 g |
| LSV Stralsund                    | 0:0+ h | 0:3         | +0:0 i                           |     | 3:2          | 5:2    |
| Stettiner SC                     | 2:7    | 1:2         | 2:6                              | 4:3 |              | 4:4    |
| LSV Dievenow                     | 0:0+ j | 1:6         | 1:4                              | 3:2 | 1:6          |        |

### Abschlusstabelle
| Pl. | Verein                               | Sp. | S | U | N | Tore    | Quote | Punkte |
| --- | ------------------------------------ | --- | - | - | - | ------- | ----- | ------ |
| 1.  | LSV Pütnitz (M)                      | 9   | 9 | 0 | 0 | 043:500 | 8,60  | 18:0   |
| 2.  | LSV Stettin                          | 9   | 7 | 0 | 2 | 036:140 | 2,57  | 14:40  |
| 3.  | WKG Marine-Flakschule Swinemünde (N) | 10  | 6 | 0 | 4 | 018:220 | 0,82  | 12:80  |
| 4.  | LSV Stralsund                        | 10  | 3 | 0 | 7 | 014:280 | 0,50  | 06:14  |
| 5.  | Stettiner SC                         | 10  | 2 | 1 | 7 | 022:380 | 0,58  | 05:15  |
| 6.  | LSV Dievenow                         | 10  | 1 | 1 | 8 | 014:400 | 0,35  | 03:17  |

| (M) | Titelverteidiger              |
| (N) | Aufsteiger aus den 1. Klassen |

## Finalspiele Gaumeisterschaft

### Hinspiel
| LSV Pütnitz             | LSV Pütnitz | HSV Groß Born | HSV Groß Born |
| ----------------------- | --- | --- | ------------- |
| LSV Pütnitz             | \| 5. März 1944 in Stettin \| \| Ergebnis: 1:1 (1:0) \| \| Zuschauer: 9.000 \| \| Schiedsrichter: Sauer \|       | \| 5. März 1944 in Stettin \| \| Ergebnis: 1:1 (1:0) \| \| Zuschauer: 9.000 \| \| Schiedsrichter: Sauer \|                                                  | HSV Groß Born |
| LSV Pütnitz             | Werner Lässig – Herwig, zum Bruch – Darge, Sagefke, Büren – Wulff, Schmidt, Heinz Lehmann, Max Tappe, Schwinning | Alexander Martinek – Georg Endres, Kurt Hallex – Willi Rutz, Wilhelm Sold, Lippert – Justus Eccarius, Ernst Plener, Albert Engelbracht, Kurt Hinsch, Waßmer | HSV Groß Born |
| LSV Pütnitz             | 1:0 Schwinning (44.)                                                                                             | 1:1 Hinsch (73.) | HSV Groß Born |
| 5. März 1944 in Stettin | | |               |
| Ergebnis: 1:1 (1:0)     | | |               |
| Zuschauer: 9.000        | | |               |
| Schiedsrichter: Sauer   | | |               |

### Rückspiel
| HSV Groß Born                     | HSV Groß Born | LSV Pütnitz | LSV Pütnitz |
| --------------------------------- | --- | --- | ----------- |
| HSV Groß Born                     | \| 19. März 1944 in Stettin \| \| Ergebnis: 3:0 (1:0) \| \| Zuschauer: 6.000 \| \| Schiedsrichter: Röhrbein (Berlin) \|                                          | \| 19. März 1944 in Stettin \| \| Ergebnis: 3:0 (1:0) \| \| Zuschauer: 6.000 \| \| Schiedsrichter: Röhrbein (Berlin) \| | LSV Pütnitz |
| HSV Groß Born                     | Alexander Martinek – Georg Endres, Kurt Hallex – Willi Rutz, Wilhelm Sold, Litzenburger – Albert Engelbracht, Justus Eccarius, Ernst Plener, Kurt Hinsch, Waßmer | Ricker – Herwig, zum Bruch – Sagefke, Darge, Niemann – Wulff, Wilhelm Schmidt, Heinz Lehmann, Max Tappe, Schwinning     | LSV Pütnitz |
| HSV Groß Born                     | 1:0 Plener (10.) 2:0 Plener (87.) 3:0 Engelbracht (88.) | | LSV Pütnitz |
| 19. März 1944 in Stettin          | | |             |
| Ergebnis: 3:0 (1:0)               | | |             |
| Zuschauer: 6.000                  | | |             |
| Schiedsrichter: Röhrbein (Berlin) | | |             |

## Aufstiegsrunde
Die Aufstiegsrunde wurde später wegen der vorgenommenen Neueinteilung der Spielklasse für ungültig erklärt.

### Abschnitt West
| Pl. | Verein                                              | Sp. | S | U | N | Tore    | Quote | Punkte |
| --- | --------------------------------------------------- | --- | - | - | - | ------- | ----- | ------ |
| 1.  | KSG Greifswald (Sieger 1. Klasse Kreisgruppe A)     | 4   | 2 | 1 | 1 | 007:600 | 1,17  | 05:30  |
| 2.  | SV Karlshagen 1938 (Sieger 1. Klasse Kreisgruppe B) | 4   | 2 | 0 | 2 | 010:800 | 1,25  | 04:40  |
| 3.  | LSV Greifswald (Neuaufstellung)                     | 4   | 1 | 1 | 2 | 008:110 | 0,73  | 03:50  |